# プログレスM-66
プログレスM-66（Progress M-66）は2009年2月10日に打ち上げられたプログレス補給船。国際宇宙ステーション（ISS）への補給活動に使用され、バージョンはプログレスM 11F615A55、シリアル番号は366。NASAによる名称はプログレス32（Progress 32 略称: 32P）。

## 飛行記録
M-66は2009年2月10日5時49分（GMT、以下同）にバイコヌール宇宙基地31番射点からソユーズUロケットによって打ち上げられた。これは1992年のプログレスM-15以来初の31番射点からのプログレスの打上げだった。
2月13日7時18分にISSのピアースモジュールにドッキングし、推進薬、水、食料、科学研究のための機材など計2,657kgを補給した。また新しいオーランMK宇宙服を補給し、ステーションでの船外活動に使用された古いオーランM宇宙服1着と交換した。
5月6日15時18分にアンドッキングし、プログレスM-02Mにポートを譲った。その後12日間自由飛行を続けプラズマ・プログレス計画の一環として実験を行った。同月18日14時28分00秒に軌道を離脱し、大気圏再突入、およそ15時14分45秒に太平洋にデブリが落下した。